# Gideoni Monteiro
Gideoni Monteiro (Groaíras, 2 de setembro de 1989) é um ciclista brasileiro.
Competiu nos Jogos Pan-Americanos de 2015, onde ganhou medalha de bronze.
Participou dos Jogos Olímpicos do Rio em 2016, onde alcançou um modesto 13º lugar entre 18 competidores na modalidade ciclismo de pista. A medalha de ouro ficou com o italiano Elia Viviani, a medalha de prata com o inglês Mark Cavendish e a de bronze com o dinamarquês Lasse Norman Hansen.

## Principais conquistas[2]
- Medalha de bronze (omnium) nos Jogos Pan-Americanos de Toronto - 2015
- 4º lugar (omnium) nos Jogos Sul-Americanos de Santiago - 2014
- Campeão (omnium) brasileiro - 2014
- Campeão (perseguição individual) pan-americano - 2012
- Bicampeão pan-americano sub-23 - 2008 e 2011